# 김호윤
김호윤(1965년~ )은 조선민주주의인민공화국의 지휘자이다. 평양음악무용대학(현 김원균평양음악대학) 학장을 역임한 김희준의 아들로 평양에서 태어났고, 1978년 평양음악무용대학에 첼로 전공으로 입학했다.
재학 중이던 1983년에 지휘로 전향했고, 구 동독에 유학해 베를린의 한스 아이슬러 음악대학에서 지휘를 전공했다. 1990년 평양음악무용대학을 졸업하고 조선국립교향악단과 윤이상관현악단에서 지휘자로 활동하면서 범민족통일음악회에도 참가했다.
2002년 9월 21일에 평양의 봉화예술극장에서 열린 KBS 교향악단과 조선국립교향악단의 합동 연주회에 출연했고, 독일의 할레와 중국의 베이징, 상하이 등지에서도 객원으로 지휘했다.
현재 조선국립교향악단 지휘자로 활동하고 있으며, 국립교향악단의 15집 음반인 '외국음악집 1'에 쇼스타코비치의 교향곡 제7번 '레닌그라드' 전곡을 녹음해 조선민주주의인민공화국 역사상 최초의 서양 고전음악 CD 출반이라는 기록을 세운 바 있다. 2005년 1월 공훈예술가 칭호를 수여받았다.